# Eremo di San Colombano

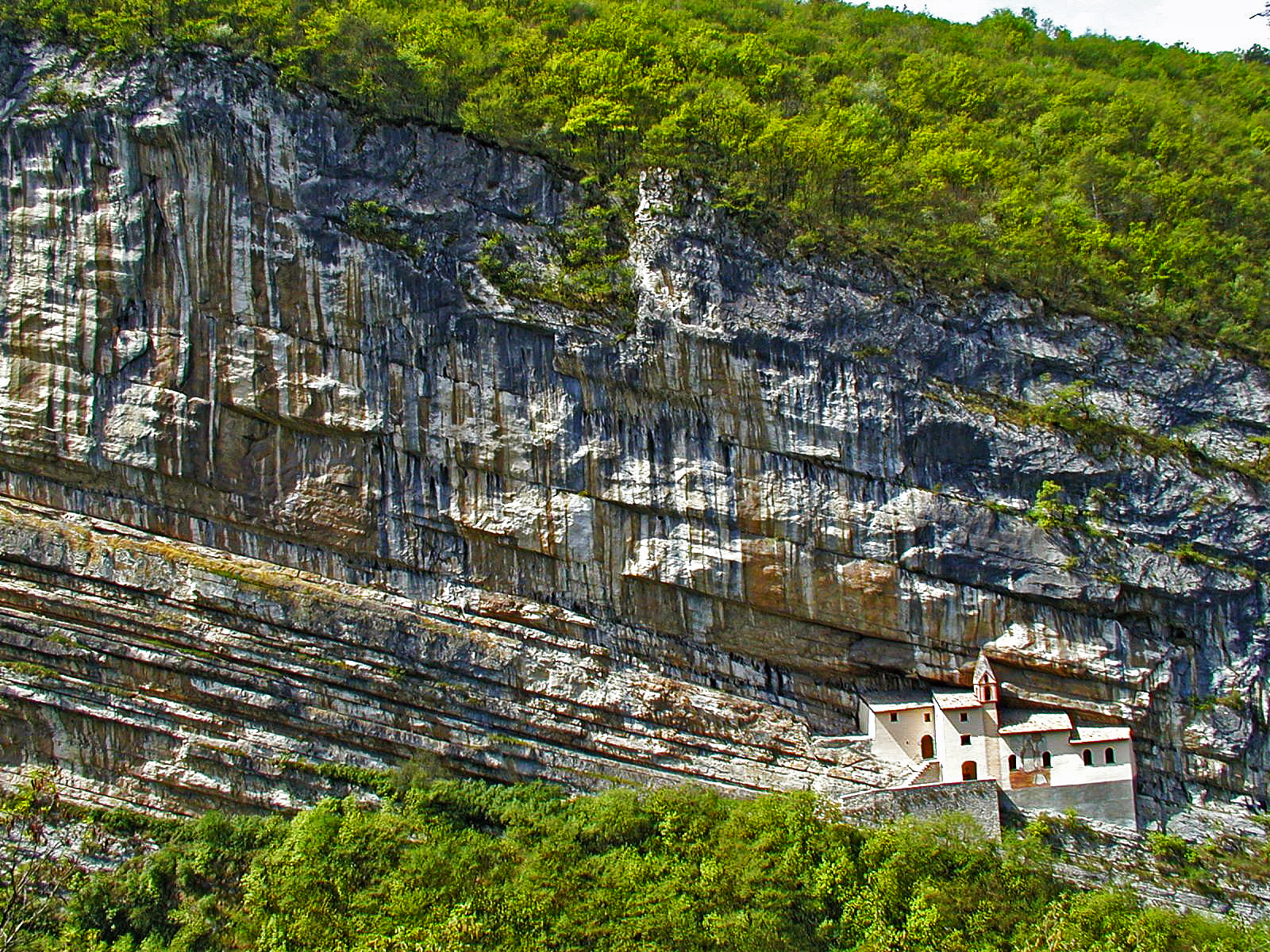
Eremo di San Colombano

L'eremo di San Colombano, o eremo di San Colombano Abate, è il luogo scelto da più di un eremita nel corso dei secoli per ritirarsi. Si trova nel comune di Trambileno, poco distante da Rovereto, in provincia di Trento.

## Storia
Alcune cavità naturali, a metà altezza della parete rocciosa dell'"orrido" formato dal torrente Leno di Vallarsa, furono utilizzate sicuramente a partire dal 753 (data incisa sulla roccia) da un monaco eremita.
Secondo la leggenda lo stesso san Colombano o il primo monaco eremita vi giunse e vi uccise il drago che provocava la morte dei bambini battezzati nelle acque del sottostante torrente Leno. Più probabilmente la leggenda nacque dall'utilizzo come luogo eremitico dai primi monaci provenienti da Bobbio o dal vicino monastero di San Colombano del priorato di Bardolino  e dalla loro dedicazione al santo irlandese. La regola prescriveva nel tempo di quaresima il romitaggio, ossia il completo isolamento del monaco in meditazione in luoghi naturali quasi inaccessibili.

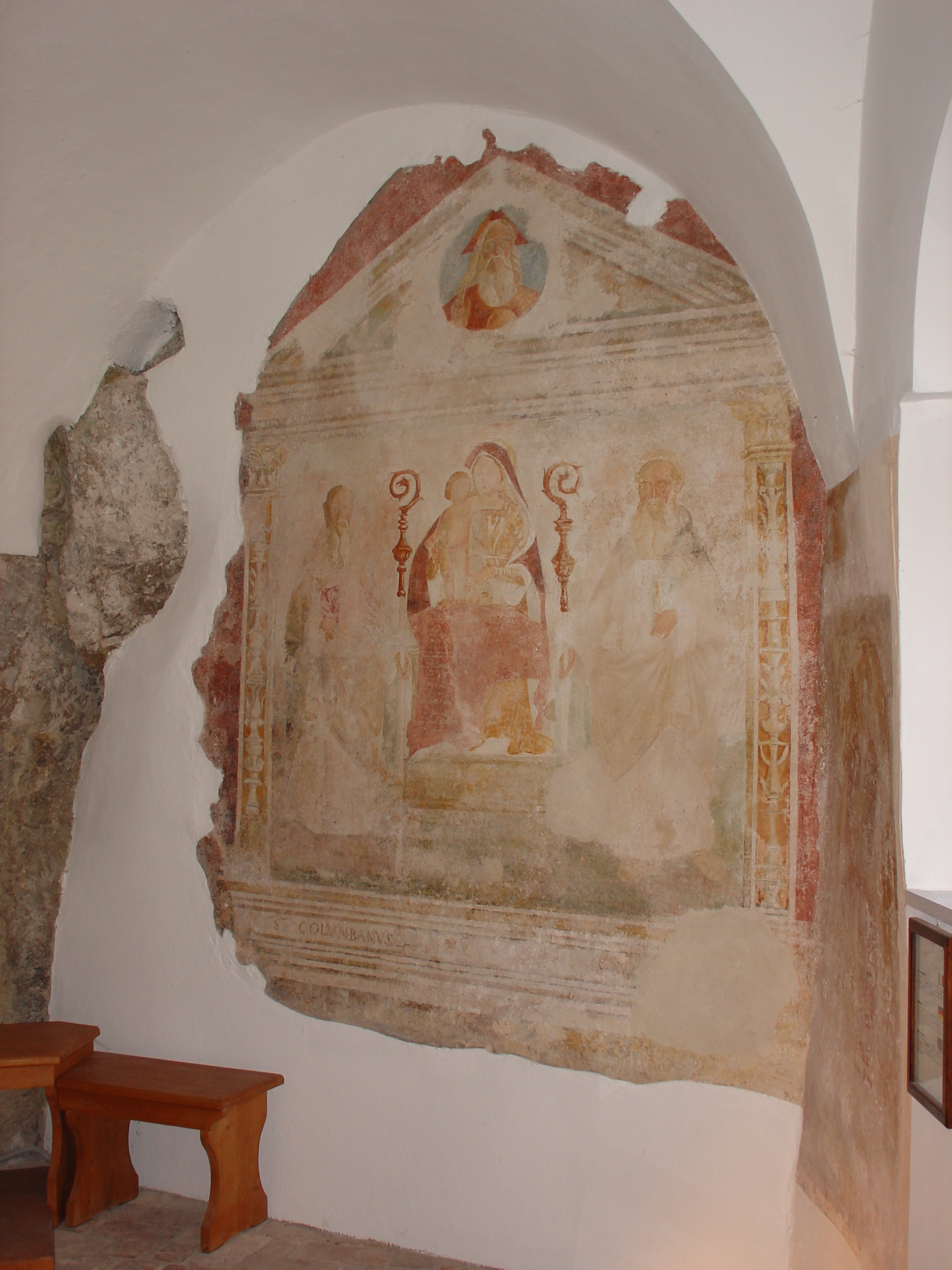
Interno.

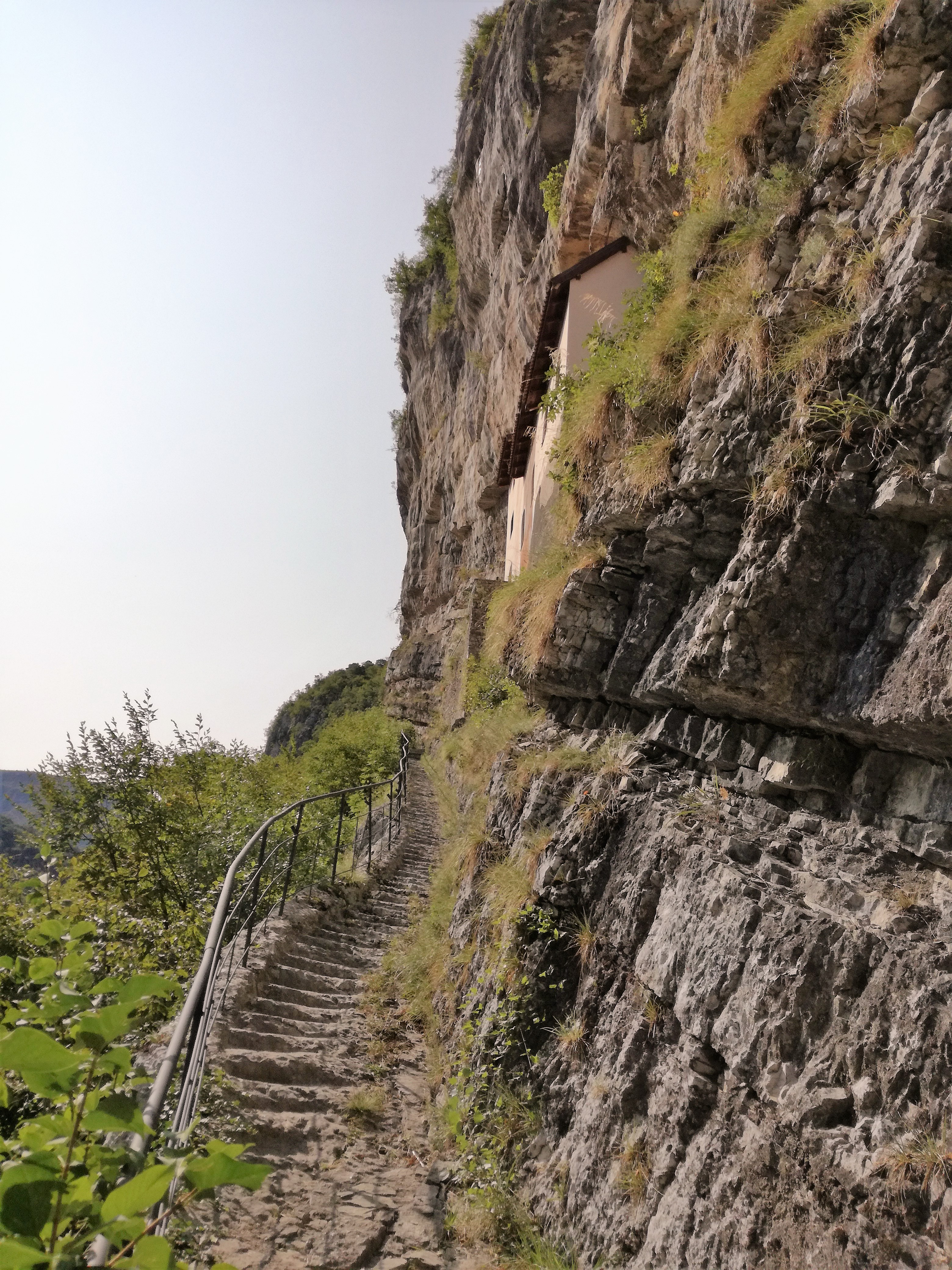
Gradini scavati nella roccia.

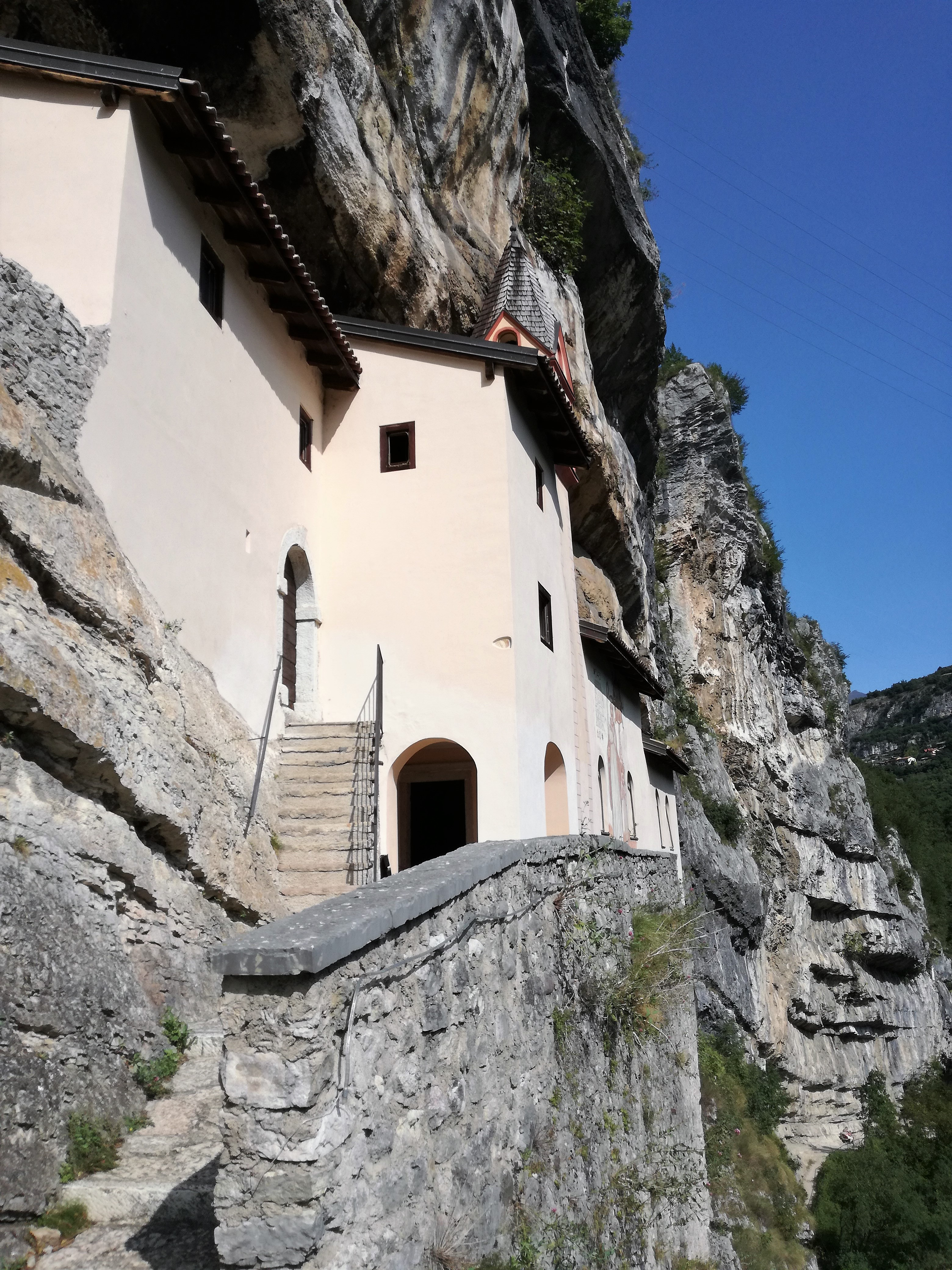
Entrata.

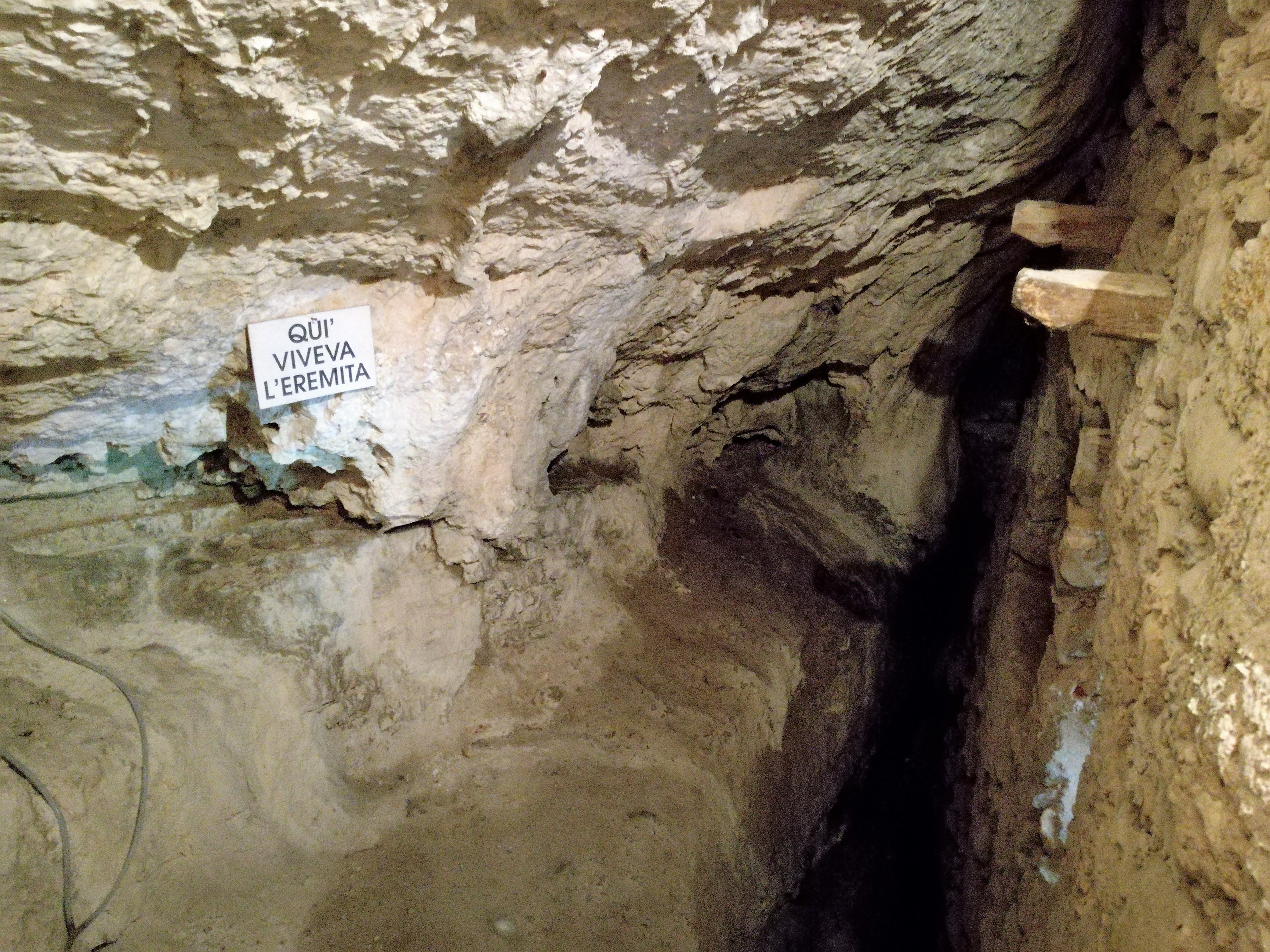
Grotta dell'eremita.

Il primo insediamento fu la «Grotta degli Eremiti», in un'epoca non definita. L'iscrizione datata 753, incisa sulla roccia accanto all'attuale campanile, fa risalire comunque la pratica continua del romitaggio monastico.
Tra la fine del X secolo e gli inizi dell'XI è databile la prima costruzione di una piccola chiesa dedicata al santo all'apertura della grotta, sotto un tetto naturale di roccia. I primi documenti che attestano la presenza dell'eremo e della chiesetta sono uno del 1319, riguardante un lascito fatto alla «chiesa di San Colombano» da parte del conte Guglielmo Castelbarco della dinastia dei signori di Lizzana e Rovereto, e l'altro del 1470, tuttora conservato nell'archivio parrocchiale di Lizzana, attesta la fede degli abitanti del luogo con celebrazioni e processioni al santo irlandese per scongiurare le lunghe siccità.
L'eremo della grotta dell'Eremita venne utilizzato dai monaci eremiti, che ne furono i custodi, fino al 1782 quando durante il giuseppinismo venne abolita la pratica del romitaggio. Da allora il luogo di culto fu in seguito curato dagli abitanti della valle.
La provincia di Trento ne ha effettuato il restauro nel 1996.

## Descrizione
All'eremo si arriva tramite una scala di 102 gradini scavati nella roccia. Affreschi con la lotta tra san Colombano e un drago (allegoria della lotta tra bene e male) e con la raffigurazione del Paradiso, si trovano nella grotta, mentre un altro con "Madonna e santi" del XV secolo si trova sull'altar maggiore della chiesa e conserva incisioni con invocazioni ed ex voto datate tra il 1505 e il 1782, testimoni del pellegrinaggio al santuario.